# کارمن کاربونل
کارمن کاربونل (اسپانیایی: Carmen Carbonell‎؛ ۱۹ مارس ۱۹۰۰ – ۲۷ نوامبر ۱۹۸۸) بازیگر اهل اسپانیا بود.
از فیلم‌ها یا مجموعه‌های تلویزیونی که وی در آن‌ها نقش داشته‌است می‌توان به فورتوناتو و آن سوی آینه اشاره نمود.